# Cyrtodactylus marmoratus
Cyrtodactylus marmoratus är en ödleart som beskrevs av  Heinrich Kuhl 1831. Cyrtodactylus marmoratus ingår i släktet Cyrtodactylus och familjen geckoödlor. Inga underarter finns listade i Catalogue of Life.